# Polybia belemensis
Polybia belemensis är en getingart som beskrevs av Richards 1970. Polybia belemensis ingår i släktet Polybia och familjen getingar. Utöver nominatformen finns också underarten P. b. brevitarsus.